# إدوارد كينغ
إدوارد كينغ (بالإنجليزية: Edward King)‏ هو محامي وسياسي أمريكي، ولد في 13 مارس 1795 في ألباني في الولايات المتحدة، وتوفي في 6 فبراير 1836 في سينسيناتي في الولايات المتحدة. حزبياً، نشط في الحزب الوطني الجمهوري ‏. وقد انتخب عضو مجلس نواب أوهايو.